# Јавни сервис Канаде
Јавни сервис Канаде (позната као Државна служба Канаде од пре 1967. године) је цивилна радна снага одељења, агенција и других јавних тела Владе Канаде.
Док је Влада Канаде запошљавала државне службенике да подрже своје функције од Конфедерације 1867. године, позиције су првобитно биле попуњаване покровитељством све до 1908. године, када је Лоријеова влада донела Закон о изменама и допунама јавних служби, који је успоставио систем именовања заснован на заслугама који од тада регулише запошљавање унутар савезних јавних сервиса. Од 2020. године, јавна служба запошљава 300.450 људи, и највећи је појединачни послодавац у Канади.
Постоји 137 различитих организација унутар јавне службе, укључујући 23 министарска (ресорна) одељења, 3 услужне агенције, 17 ресорних корпорација, 50 ресорних агенција, 12 специјалних оперативних агенција и 6 агената парламента. Док су крунске корпорације у власништву савезне владе, запослени се генерално не сматрају државним службеницима, већ су запослени у самој корпорацији. Преко 40 процената јавних служби Канаде налази се у региону главног града Канаде, многи јавни службеници налазе се на отприлике 1.600 локација широм Канаде.
Организације јавних служби су подељене на основну јавних управа (ЦПА), дефинисане као организације наведене у табелама I и IV у Закону о финансијској управи (ФАА), које се првенствено састоје од министарских одељења и ресорних агенција као што су „Министарство иностраних послова Канаде”, „Корективна служба Канаде и засебне агенције, које су наведене у табели V ФАА, која укључује организације као што су „Канадска агенција за приходе” и Паркови Канаде.
Службеник државног савета је шеф Јавног сервиса и највиши је јавни службеник у канадској савезној влади. Џенис Шарет је на тој позицији од 9. марта 2021. Претходно је била на тој позицији између 2014. и 2016. године.

## Историја

### Пред конфедерација (1841-1867)
Пре увођења званичне владе 1848. године, провинција Канада, тадашњи британски колонијални посед, није имала организовану државну службу. Позиције у колонијалној администрацији су тада углавном биле попуњене покровитељством, при чему је именовања готово искључиво контролисало актуелни гувернер, често по саветима чланова владајућег „Породичног договора”, тј. малог круга људи, који би препоручивали избор кандидата који подржавају владајућу елиту. Као такви, државни службеници би били именовани доживотно, што је често довело до случајева у којима би чланови исте породице заузимали положај неколико генерација.
Док је увођење званичне владе, која је дала већа овлашћења народно изабраној скупштини да надгледа именовања у државним службама, узастопне владе су наставиле са праксом привлачења именованих на неполитичке (грађанске) функције. За разлику од америчког система где победничке партије дају послове својим присталицама и пријатељима, политички именовани обично нису подносили оставке када је нова влада полагала заклетву, што је стварало трвења између кабинета и државних службеника како су се владе мењале.
Да би се позабавио упорним именовањима за покровитељство, Парламент је 1857. године донео закон о оснивању Одбора за испитивање државне службе. Улога одбора би била да испита „кандидате за запошљавање у државној служби“ и „да додељује сертификате о квалификацијама онима за које се утврди да поседују морални карактер и способност потребне за службу“.

### Постконфедерацијске реформе државне службе (1867-1908)
Након спајања у конфедерацију, нова канадска влада премијера Џона А. Макдоналда настојала је да побољша квалитет и ригорозност именовања усвајањем „Закона о државној служби Канаде” 1868. године. Законодавство је успоставило „Одбор за државну службу” са ограниченим јурисдикцијама у погледу испита у државној служби, сертификације и промотивне истраге за државне службенике који се налазе у Отави.  Упркос добрим намерама, закон није успео да у потпуности укине политичко покровитељство при именовањима.
Године 1869. основана је Краљевска комисија за испитивање тадашњег стања и захтева за државну службу, која је објавила три извештаја који су позвали владу да организује државну службу у одељењу, уведе јединствен систем класификације послова и захтева од кандидата да положе пријемни испит. Додатна комисија, сазвана 1880. године, резултирала је Законом о државној служби, који је формализовао процес испитивања који је надгледао трочлани Одбор испитивача државне службе. Овај новоосновани одбор тестирао је кандидате на основу њиховог академског знања, а успешни кандидати су приступили полагању испита.

### Укидање покровитељства у државној служби (1908-1918)
Године 1908, интензитет скандала и неефикасности повезаних са државном службом подстакао је владу премијера Вилфреда Лоријеа да донесе Закон о изменама и допунама о државној служби, који је отелотворио значајан корак ка независној, политички неутралној и професионалној државној служби. Закон о изменама и допунама о државној служби је створио „Комисију за државну службу” (CSC), тело које се састоји од два комесара именована на неодређено време, са задатком да спроводи процес именовања заснован на заслугама за положаје у државним службама у Отави и околини.
Почетак Првог светског рата довео је до значајног пораста запослених у државној служби, како би се подржала канадска ратна настојања и потребе. Истовремено, овај период је довео до поновног оживљавања патронатских именовања. Влада премијера Роберта Бордена поставила је елиминисање покровитељства и реформу државне службе као кључне приоритете за његову владу, што је кулминирало Законом о државној служби из 1918. године, који поред давања комисији већа овлашћења да одреди организацију одељења, положај класификације и препоручити платну скалу Влади, закон поставља јасна ограничења за спољне политичке активности јавних службеника, укључујући забрану учешћа у кампањи или руковања партијским средствима. Важно је да се закон односио и на унутрашњу и на спољну службу, док су се претходне реформе односиле само на радна места у Отави. Даљњи амандман на закон донесен 1919. године ограничио је могућност Владе да директно поставља запослене у државну службу.

### Учвршћивање професионалне државне службе (1919-1951)
Како је Комисија за државну службу учврстила своју улогу тела одговорног за сузбијање покровитељства и заштиту интегритета процеса именовања заснованог на заслугама, тако је настојала да побољша ригорозност својих пријемних испита. Међутим, контрадикторно комисија је такође почела да намеће ограничења за запошљавање удатих жена, почевши од 1921. године, при чему су све жене које су имале сталне позиције биле присиљене да дају оставку након удаје. Ова ограничења су остала на снази до 1955. године.
Ипак, влада премијера Вилијама Лајона Макензи Кинга донела је Закон о пензији у државној служби 1924. године, помажући да се успостави пензиони систем за државне службенике и да се промовише каријерна државна служба.
Велика депресија је довела до значајног економског пада у Канади, што је кулминирало високом незапосленошћу и пословним неуспесима широм земље. Као резултат тога, владини приходи су значајно опали, што је навело савезну владу, преко Одбора за трезор, да крене напред са смањењем оперативних трошкова државне службе. Иако ово није резултирало отпуштањима у државној служби, пошто је влада желела да избегне продубљивање питања незапослености, Одбор за трезор је привремено наметнуо смањење плата и обуставу напредовања и повећања плата.
Током овог периода, влада премијера Р. Б. Бенета, путем „Наредби у савету”, трајно је пренела кадровска овлашћења, са комисије на Одбор за трезор, за положаје у државној служби. Имајући у виду способност Одбора за трезор да спроводи фискалну дисциплину и његов састав од стране чланова кабинета, он би се лакше могао одупрети напорима да се повећа величина државне службе, посебно у периодима економских потешкоћа.
Са избијањем Другог светског рата, Канада, као нација Комонвелта и бивши британски посед, одмах је гурнута у ратне напоре. За државну службу, у рату су одредбе Закона о државној служби замењене Законом о ратним мерама, који је омогућио именовање више од 54.000 запослених, углавном на привременој основи.
Након завршетка Другог светског рата, број особља у државној служби је нарастао са повратком ветерана са ратишта, од којих су многи били у могућности да обезбеде положаје кроз повлашћени статус који је дат бившим припадницима државне службе. До 1949. године, овим методом је именовано око 55.000 ветерана.
Државна служба је такође почела да уводи развојне класификације, посебно позицију млађег административног помоћника почевши од 1946. како би подстакла запошљавање и обуку универзитетски образованих у пуноправне административне професионалце. Слично томе, 1947. године, комисија је основала Одсек за обуку особља, одговоран за организовање курсева за обуку државних службеника у различитим вештинама.

### Закон о финансијској управии залагање за колективно преговарање (1951-1964)
Године 1951, влада премијера Луја Сент Лорена донела је „Закон о финансијској администрацији” и успоставила је „Одбор за трезор” као формални ентитет, који се састојао од председника Одбора за трезор и још четири члана кабинета, и успоставила позицију секретара за трезор, који има функцију вишег државног службеника који саветује чланове Одбора за трезор о њиховим одлукама. ФАА је одредила Одбор за трезор као коначну власт над свим питањима која се односе на управљање и организацију јавне службе.
Овај период је такође довео до значајног притиска на државне службенике и довело је до стварања удружења запослених, као што је „Удружење државних службеника Отаве”, да обезбеде право на колективно преговарање за државне службенике. Влада је у почетку била отпорна на ове напоре, тврдећи да је систем именовања у државној служби заснован на заслугама елиминисао потребу за колективним преговарањем и да је СиЕсСи већ био у доброј позицији да води рачуна о добробити федералних службеника.
У координацији са овим покретом, СиЕсСи је основао „Биро за истраживање плата”, који је имао задатак да истражи плате и услове запослења широм Канаде, и да препоручи одговарајуће стопе плата за државне службенике. Влада Сент Лорана, као одговор на ове захтеве, је првобитно основала комитет високих званичника да утврди одрживост увођења права на колективно преговарање, пошто им се ова идеја није свиђала и тражили су законски начин да је одбаце.
Канадска влада је на крају задужила Арнолда Хинија, бившег чиновника Државног савета, а тадашњег председника СиЕсСиа, да преиспита застарели Закон о државној служби, а извештај који је уследио препоручио је давање ексклузивних овлашћења СиЕсСиу над запошљавањем, именовањима и унапређењима у цивилној служби услуга. Надаље је препоручио да СиЕсСи служи као посредник између владе и запослених у погледу решавања питања. Ови предлози нису задовољили удружења запослених у државним службама, која су сматрала да СиЕсСи и влада не би требало да имају коначну реч када је реч о платама.
Године 1963, влада премијера Лестера Пирсона именовала је „Припремни комитет за колективно преговарање” (PCCB), како би олакшала преговоре између синдиката и Одбора за трезор о уговорима о запошљавању. Комитет је препоручио рационализацију стотина класификација позиција у пет категорија како би се олакшали ефикаснији преговори између владе и синдиката. Ово би на крају довело до стварања онога што би постало Одбор за односе са запосленима у јавној служби, посебно тело за управљање преговорима о раду.

### НовиЗакон о државној службии Гласко комисија (1961-1967)
Влада премијера Џона Дифенбејкера је 1961. године донела нови „Закон о државној служби”, који је представљао прво велико ажурирање закона из 1918. године. Нови закон је у закон унео захтев да влада преговара са синдикатима у вези са роковима и условима запошљавања. Штавише, проширила је покривеност жалбених механизама државних службеника од одлука које се односе на унапређења, на друга питања, као што су премештаји, деградације, суспензије и отпуштања.
Раније 1960. године, влада је сазвала Краљевску комисију за владину организацију, колоквијално названу Гласко комисија, да истражи тренутно стање праксе управљања у оквиру радне снаге савезне владе. Извештај је открио да су процеси унапређења и трансфера које је наметнуо СиЕсСи били неефикасни и да су одузимали толико времена да су многи квалификовани кандидати били запослени од стране других послодаваца пре него што је процес именовања завршен. Влада је 1962. године усвојила неколико препорука комисије, међу њима и преношење одговорности за унапређење и политику именовања на Одбор за трезор, и омогућавање појединачним одељењима да се баве свакодневним управљањем особљем. Улога СиЕсСија је смањена тако да је то тело било одговорно само за спровођење заједничких програма запошљавања и осигурање интегритета процеса селекције.
Године 1963, потреба да се побољша знање француског језика међу државним службеницима довела је до стварања Центра за језичку обуку под надлежношћу СиЕсСија. До 1966. године, познавање француског језика се сматрало елементом за запошљавање у државној служби за позиције у Отави.

### Прелазак у јавну службу (1967-1979)
Кабинет је прихватио препоруке PCCBа да се уведу права на колективно преговарање за државне службенике, подстакло је потпуну ревизију закона који омогућавају државну службу. Уведени су Закон о запошљавању у јавним службама (The Public Service Employment Act) и Закон о односима са запосленима у јавним службама (Public Service Staff Relations Act) како би се преименованој Комисији за јавне службе дало више овлашћења да спроводи принцип заслуга и успоставио оквир за колективно преговарање у јавној служби. Доношењем Закона о запошљавању у јавним службама и Закона о односима са запосленима у јавним службама такође је укинут Закон о државној служби из 1961. и измене и допуне ФАА.
Појавом нових социјалних програма и растућом популацијом Канаде, јавна служба је порасла са око 198.000 у 1970. на 274.000 запослених до 1975. године. Међутим, смањењем радне снаге које почиње 1978. године, до 1979. године отпуштено је око 7.000 јавних службеника.
Бонус за двојезичност за запослене, са доказаним способностима да комуницирају на енглеском и француском језику уведен је 1979. године,

#### Иницијативе за једнакост у запошљавању
Комисија за јавне службе (Public Service Commission) је 1971. године основала „Канцеларију за једнаке могућности за жене” како би повећала учешће жена у јавној служби, као резултат извештаја „Секс и јавна служба” и Извештаја Краљевске комисије о положају жена , оба издата 1970. године. Ово је засновано на одредбама против дискриминације утканим у Закон о запошљавању у јавним службама, у којима је пол наведен као забрањена основа дискриминације за запошљавање у јавним службама. Ово је било допуњено укључивањем „брачног статуса” као таквог основа касније 1974. године.
Године 1973. створена је „Канцеларија за запошљавање староседелаца” како би се унапредиле могућности запошљавања за староседеоце у јавној служби. Ово ће касније бити допуњено Нортерн каријерс програмом (Northern Careers Program) за промовисање запошљавања староседелаца у јавним службама на северу Канаде.

### Проширење једнакости запошљавања и смањење броја запослених (1980-2003)
Током 1980-их, савезна влада је брзо проширила бројне иницијативе за једнакост запошљавања. Године 1983. створена је посебна служба за каријерно саветовање и упућивање жена како би помогла у развоју каријере за жене и припремила их за више руководеће улоге. Исте године формиран је Национални програм за развој староседелачког становништва, који је настојао да се надовеже на претходне напоре да се ангажује већи број староседелаца у јавну службу. Годину дана касније, извештај Специјалног комитета за мањине успоставио је наменски програм запошљавања како би подстакао припаднике видљивих мањинских заједница да обезбеде позиције у савезној радној снази.
Током 1980-их и 1990-их година је дошло до трансформације и обнове различитих аспеката јавне службе, укључујући нове механизме запошљавања извршне власти и ажурирања оперативних система широм државних служби. Закон о реформи јавних служби усвојен 1992.године за време премијера Брајана Малрунија. Истовремено, ово је довело до смањења броја позиција у савезној јавној служби, посебно 1986. године, када је дошло до губитка од око 20.000 радних места, и 1995. године, када је елиминисано 45.000 радних места елиминисано за наредни период од три године. Ово последње, које је било резултат буџета фокусираног на штедњу под владом премијера Жана Кретјена, представљало је једно од најдрастичнијих смањења јавних служби.

### Модернизација кадровских процеса (2003-2015)
Године 2003. Кретјенова влада је усвојила „Закон о модернизацији јавних служби”, поставши први од неколико закона који ажурирају праксу запошљавања и управљања особљем у јавној служби. Овај закон би суштински променио начин на који су јавни службеници запошљавани и вођени. Комплементарни закон, у облику ажурираног Закона о запошљавању у јавним службама, дошао је 2005. године. Нови Закон о модернизацији јавних служби посебно је увео нову дефиницију „заслуга“, удаљавајући се од утврђивања „најбоље квалификованости“ заснованог на правилима и омогућавајући менаџерима да запошљавају запослене на основу „најбоље уклапања” унутар њихове организације. Штавише, законодавство је пренело овлашћења за запошљавање са Комисије за јавне службе на заменике начелника појединих одељења и агенција.
Почевши од 2009. године, влада премијера Стивена Харпера започела је планове за модернизацију и консолидацију застарелог платног система савезне владе. У 2011. години, коначно је доделио уговор АјБиЕму за развој Феникс пеј система (Phoenix pay system), који ће постати место контроверзи у каснијим годинама због грешака у исплаћивању плата савезним запосленима.
У 2012. години, савезни буџет Харперове владе је настојао да смањи број позиција у јавним службама за око 19.000 у наредне три фискалне године до 2015-16.
Почевши од 2014. године, Канцеларија државног савета, Одбор за трезор и друга одељења покренули су нову иницијативу за обнову, названу „Дестинација 2020”, која се фокусирала на петостепени план за побољшање ефикасности и ефективности јавних услуга до 2020. године. Фокус је био на усвајању иновативне праксе, обнављање поступака, примена нове технологије и промовисање вредности јавног сервиса.

### Савремени развој (2015-данас)
У јануару 2016. платни систем у Фениксу почео је да се примењује у савезној влади и наишао је на значајне проблеме са учинком, што је довело до тога да хиљаде јавних службеника буду преплаћени, недовољно плаћени или уопште нису плаћени током неколико месеци. Ово је натерало Канадску службу за јавне услуге и набавку да брзо покрене наменске телефонске линије почевши од лета 2016. како би помогла јавним службеницима који су погођени проблемима које је довео до колапса платног система.  Чак и до почетка 2020. године, многи јавни службеници су наставили да се сусрећу са проблемима са платама, а процењује се да 98.000 јавних службеника дугује савезној влади пошто су грешком били преплаћени.
У јуну 2021, влада премијера Џастина Трудоаје изменила је Закон о запошљавању у јавним службама како би учврстила циљеве једнакости у запошљавању, и посебно увела пружање једнаке предности канадским грађанима и сталним становницима на конкурсима за посао.

## Сврха Јавног сервиса
Јавни сервис Канаде подржава Владу Канаде у развоју, имплементацији и евалуацији политике, као и у обављању кључних бирократских функција на савезном нивоу. Дужности појединачних јавних службеника се веома разликују, од издавања препорука за политику министрима, обраде пријава или образаца, до директног контакта са грађанима.
Док јавни службеници имају за циљ да претворе политичке приоритете изабране владе и кабинета из концепта у дело, јавни службеници треба да су лојални круни, а не тренутној влади. Као такви, јавни службеници остају запослени чак и када се владе и политички приоритети мењају, што од њих захтева да испоље одређени степен политичке неутралности, што ограничава њихову способност да учествују у отворено страначким активностима. За разлику од политичког кадра, који се често ангажује кроз покровитељство, државни службеници се постављају на основу заслуга, често путем конкурса.
Дужности јавних службеника и њихов однос према политичкој извршној власти често су обухваћени од стране научника и јавних службеника у епиграму „неустрашиви савети и лојална примена“, који означава способност јавних службеника да дају искрене савете засноване на доказима министри без страха од губитка запослења, а истовремено савесно извршавају вољу владајуће владе, чак и ако је то у супротности са њиховим саветима или личним вредностима. Што је наравно теоријска констатација.